# Бандипора (округ)
Бандипора (англ. Bandipora) — округ в индийской союзной территории Джамму и Кашмир, в регионе Кашмир. Образован в 2007 году из части территории округа Барамулла. Административный центр — город Бандипора. По данным всеиндийской переписи 2001 года население округа составляло 306 511 человек.

## Административное деление
Округ делится на три техсила: Бандипора, Сумбал-Сонавари и Гурез. В нём имеется три окружных собрания: Гурез, Бандипора и Сонавари.